# トーマス・キングドン
トーマス・キングドン（Thomas Kingdon）は、アメリカ合衆国のプロレスラー。ミシガン州トラバースシティ出身。

## 来歴

### ボディビル
地元であるミシガン州トラバースシティに所在するトラバースシティウェスト高校在籍時、アメリカンフットボール、パワーリフティングなど複数のスポーツで活動。アメリカンフットボールではディフェンシブラインで活躍。トラバースシティウェスト高校卒業後、ボディビルダーになる事を目指してペトスキーへと移住し、マーク・ディーが運営するセンターシティジムにてトレーニングを開始。2013年10月19日、ミシガン州ベルビルにて行われたNPC Central States 2013にてスーパーヘビー級にエントリーして1位に輝いた。

### WWE

#### NXT
2015年4月、アメリカのメジャープロレス団体であるWWEとディベロップメント契約を交わし入団。入団後、トレーニング施設であるWWEパフォーマンスセンターにてプロレスの基礎を学ぶ。9月26日、傘下団体であるNXTのNXT Liveにてバトルロイヤルでプロレスラーデビューを果たす。
2016年2月6日、NXT Liveにてキング・コンスタンティンと組んでセザル & ケネス・クロフォードと対戦。プロレスラーとしてのキャリア初勝利を飾った。
7月28日、WWEから解雇となった。